# 浜北医療生活協同組合
浜北医療生活協同組合（はまきたいりょうせいかつきょうどうくみあい）は、静岡県浜松市浜名区に本部を置く生活協同組合である。

## 概要
浜松市に1医科診療所と6介護事業所を展開している。
全日本民主医療機関連合会加盟法人。

## 組合員数・出資金
- 組合員数：4,623名（2020年3月31日現在[2]）
- 出資金：1億7,557万円（2020年3月31日現在[2]）

## 医科診療所

### 生協きたはま診療所
- 所在地 - 浜松市浜名区高畑18
- 標榜診療科 - 内科 小児科 アレルギー科 放射線科 [3]

## 介護事業所
- 生協訪問看護ステーションあおぞら - 浜松市浜名区高畑213-3[4]
- 生協ヘルパーステーション- 浜松市浜名区高畑213-3[5]
- 生協デイサービスにじの家 - 浜松市浜名区高畑213-3[6]
- 生協ショートステイきたはまの郷 - 浜松市浜名区高畑193
- 生協デイサービスきたはまの郷 - 浜松市浜名区高畑193
- 生協ケアプランセンター（居宅介護支援事業所）- 浜松市浜名区高畑193

## 交通アクセス
- 遠州鉄道西鹿島線 浜北駅より東方徒歩15分